# Perturbacija (astronomija)
Perturbacija (lat. perturbatio: poremećaj) ili poremećenje je općenito narušavanje ustaljenoga reda; poremećaj, pomutnja. U astronomiji, perturbacija je poremećenje, odnosno mala promjena pravilnoga gibanja nebeskog tijela. Razmatra se kao promjena staze nebeskog tijela u dvojnom sustavu zbog gravitacijske sile trećega tijela (problem triju tijela), ili se razmatra utjecaj više tijela, odnosno statistički mnogo tijela. Točna staza može se proračunati samo numerički. Primjeri su: međusobno remećenje planetskih staza, međusobno remećenje množine planetoida u glavnom planetoidnom pojasu, utjecaj Sunca na planetske prirodne satelite, utjecaj rasporeda masa unutar planeta na bliži vlastiti, prirodni ili umjetni satelit. Ako je perturbacija periodična, ona se ili poništava ili izaziva rezonanciju, a ako je neperiodična, uzrokuje nepovratne promjene. Primjerice, kometske staze poremećene su gravitacijskim djelovanjem velikih planeta, osobito Jupitera.
Odstupanje od gibanja po Keplerovim zakonima naziva se poremećenjem ili perturbacijom. Zbog poremećenja stalno se mijenjaju dijelovi staze nebeskog tijela. Stoga i staze planeta nemaju geometrijski oblik elipse, a kod nekih je kometa stazu uopće teško matematički i opisati. Poremećenja staza Urana, a kasnije i Neptuna, dovela su do potrage masa koja dovode do poremećenja. Tako je 1846. otkriven Neptun i 1930. Pluton.  U toku razvoja nebeske mehanike mnogo je pažnje privlačio problem triju tijela. Nisu nađena onakva rješenja kakva su izvedena za sustav dvaju tijela, ali su nađene neke pravilnosti.
Na slici je prikazano gravitacijsko polje u okolini jednog vezanog sustava s masama M1 i M2; u tom polju giba se treće tijelo s masom mnogo manjom od mase prvih dvaju tijela. Sva se tri tijela gibaju u istoj ravnini i zadržavaju jednak razmještaj samo onda ako se treće tijelo nalazi u području jedne od točaka L1, L2, L3, L4 i L5 (točke libracije ili Lagrangeove točke), uz uvjet da su i početne brzine strogo određene. Prve tri točke smještene su na pravcu koji povezuje mase M1 i M2, a točke L4 i L5 smještene su na vrhovima dvaju jednakostraničnih trokuta, kojima se zajednička baza pruža od M1 i M2. Taj se razmještaj javlja u nekih nebeskih objekata! Na primjer u Lagrangeovim točkama L4 i L5 smještena je grupa planetoida, Trojanaca, koji stazom Jupitera (M2) putuju istim prosječnim periodom koji ima i Jupiter, oko Sunca (M1). Točke L1, L2 i L3 imaju važnu ulogu u prenošenju bliskih dvojnih zvijezda. Tamo plinovi struje s jedne zvijezde na drugu, obmataju ih ili zauvijek odlaze s dvojne zvijezde. Krivulje na slici mjesta su stalnog zbroja gravitacijskog i centrifugalnog potencijala masa M1 i M2. Najmanja zajednička ploha koja obmata obje mase, a u presjeku s ravninom crtnje ima oblik osmice, zove se ploha Rochea. 

## Zakret perihela
Zakret perihela, apsidna precesija ili precesija perihela je vrsta precesije planetarne putanje. U 19. stoljeću opažene su promjene u Merkurovoj orbiti: točka u kojoj se Merkur najviše približava Suncu (perihel) zakretala se pomalo nakon svakog obilaska. Ova pojava nema objašnjenja u Newtonovoj klasičnoj mehanici i dugo se smatralo da postoji jedan nevidljiv planet, nazvan Vulkan, koji utječe na orbitu Merkura. Izmjereno odstupanje nije se moglo pripisati isključivo gravitacijskom utjecaju poznatih planeta. Pojavom Einsteinove teorije relativnosti pronađeno je objašnjenje za ova mala odstupanja. Zbog velike ekscentričnosti putanje, brzina Merkura se mijenja, a time i njegova masa (relativistički učinak). U tome se razlikovalo predviđanje klasične mehanike: Keplerovi zakoni predviđali su promjenu brzine planeta, ali su podrazumijevali stalnu masu.  Ove promjene su male, ali izraženije kod Merkura nego kod drugih planeta, zbog njegove blizine Suncu.
Velika izduženost staze, s apsolutno najvećom brzinom putovanja od svih planeta, uzrok je jednom malom, relativističkom učinku prozvanom zakret perihela. Kada bi u okolini Sunca postojao samo Merkur, položaj velike osi njegove eliptične staze zakrenuo bi se u vlastitoj ravnini za kut 43,03" u 100 godina. Učinak je predvidio Albert Einstein razrađujući relativističku teoriju gravitacije. Očit razlog učinka je u promjeni mase planeta pri promjeni brzine. Kako se u perihelu planet giba mnogo brže nego u afelu, a brzina gibanja je ionako velika, javlja se relativistička promjena mase. Osnovna pretpostavka klasične fizike planeta bila je u stabilnosti njihovih masa. Ako se masa mijenja, tijelo se neće oko Sunca gibati u stalnoj elipsi, već će se elipsa zakretati, i tijelo će opisivati rozetu. Osim relativističkog zakreta, staza Merkura zakreće se i zbog poremećaja ostalih planeta, pa se smjer velike osi elipse zakrene još za oko 500" u 100 godina. Stvaran je zakret perihela jednak zbroju perturbacija i relativističkog učina. Točnost astronomskih motrenja porasla je toliko da je utvrđeno kako je teorija relativističkog učinka točna bar na 1%, ako ne i bolje.